# موريس مارتن (عسكري)
موريس مارتن (بالفرنسية: Maurice Martin)‏ هو عسكري فرنسي، ولد في 1878، وتوفي في 1952.